# Giovanni Benedetti (Bischof von Treviso)
Giovanni Benedetti (OP) (* 1370 in Venedig; † 14. April 1437 in Bologna) war ein italienischer Ordensgeistlicher und von 1418 bis 1437 Bischof von Treviso.

## Biografie
In einer Patrizierfamilie war er in jungen Jahren fasziniert vom Sermon des Giovanni Dominici und wurde sein Schüler. Giovanni Dominici propagierte vor dem Hintergrund des Abendländischen Schisma die Regeln der strengen Observanz. Als Giovanni Dominici 1392 das Convento di San Domenico di Castello wiedereröffnete, um dort die Gemeinschaft von Dominikaner Predigerbrüdern wiederzubeleben, schloss er sich dieser an. So entwich er scheinbar der Vorstellung seiner Familie, die für ihn ein hohes kirchliches Amt vorgesehen hatte.
Am Ende des Noviziats wurde er am 24. September 1463 in Chioggia ordiniert und widmete sich gemeinnützigen Werken, insbesondere während der Pest von 1397, und verdiente sich die Wertschätzung der Venezianer. Kurz darauf ging er nach Köln, wo er den Ordensgeneral Raimund von Capua traf, um über die Fortschritte der Prediger in Italien zu berichten.
Im August 1400 ernannte ihn Papst Bonifatius IX. zum Patriarchen von Grado, doch Benedetti lehnte dies trotz Dominicis Beharren ab. Die Gründe für diese Entscheidung sind nicht klar, aber aus einem Brief von Ruggero Contarini an seinen Bruder den Patriarchen Giovanni Contarini erfahren wir von seiner Absicht, arm und bescheiden zu bleiben.
Von 1403 bis mindestens 1405 war er Prior des Klosters von San Zanipolo. In diesem Jahr ging er auf Kosten des Rates der Zehn nach Rom, um von der Exkommunikation freigesprochen zu werden. Mit welcher er belegt worden war, da er einen venezianischen Adligen veranlasst hatte, eine Verschwörung aufzudecken.
Von 1405 bis 1409 kandidierte er mehrmals, um vom Consiglio dei Pregadi (Senat von Venedig) zum Bischof gewählt zu werden, war aber nie erfolgreich. 1409 musste er Venedig verlassen, weil die venezianische Regierung den Gegenpapst Alexander V. anerkannt hatte, während er nach Dominicis Beispiel Papst Gregor XII. treu geblieben war. Anschließend nahm er am Konzil von Konstanz teil, wahrscheinlich nach Giovanni Dominici.
Nach dem Aufstieg von Martin V. und dem Ende des Abendländischen Schisma wählte ihn der Consiglio dei Pregadi (Senat von Venedig) am 8. März 1418 mit Zustimmung des Papstes zum Bischof von Treviso.
Er regierte die Diözese mit Energie und Strenge, im Einklang mit seinen starken moralischen Grundsätzen und im Einklang mit den 1422 erlassenen synodalen Verfassung.
Neben zahlreichen Pastoralbesuchen, beschwerte er sich in einem Brief an den Dogen von Venedig Tommaso Mocenigo über konkubinäre Priester, die sich in Istrana trafen.
Dieser lud seinerseits den Bischof zur Mäßigung ein und verwies auf die Schwäche der menschlichen Natur. Es stand auch im Konflikt mit der Kirchenrechtsauffasung der Kirchenrechtsgelehrten der Kathedrale, bis Kardinal Antonio Correr 1432 die Statuten des Kapitels reformierte.
Gegen Ende seiner Existenz hatte er auch einige diplomatische Posten. 1428 bezeugte er den Frieden von Ferrara zwischen der Anti-viscontea-Liga und dem Herzogtum Mailand unter Filippo Maria Visconti. Mit der Wahl des Venezianers Eugen IV. zum Papst wurde er zum päpstlichen Rechnungsprüfer und damit zum apostolischen Nuntius der Serenissima Republik ernannt. Im August 1435 ging er als Zeuge der Vereinbarung zwischen dem Papst und Filippo Maria Visconti nach Florenz. Einen Monat später kehrte er nach Venedig zurück, um sich im Namen des Papstes zu erkundigen, ob die Republik an einer Vereinbarung mit Mailand interessiert sei, Renatus von Anjou in der Nachfolge des Königs des Königreichs Neapel zu begünstigen, (er erhielt eine negative Antwort). Im Dezember desselben Jahres befand er sich noch in der Lagune, als die venezianische Regierung von ihm erfuhr, dass Alfons V. von Aragon nach Florenz wollte, um mit dem Papst zu sprechen.
Er starb in Bologna während seiner Arbeit im Konzil von Ferrara/Florenz. Sein Nachfolger auf dem Bischofssitz von Treviso, Ludovico Barbo, wurde bereits am folgenden Tag benannt.